# Velemyšleves (zámek)
Zámek Velemyšleves stával v obci Velemyšleves nad říčkou Chomutovkou. Od roku 1958 je zámecký areál chráněn jako kulturní památka ČR.

## První tvrz
První tvrz stála na konci pozdější zámeckého parku a pravděpodobně byla založena ve 14. století. Máme o ní velmi málo informací, protože se z ní dochovalo pouze značně poškozené tvrziště s rozměry horní plošiny 6 × 7 metrů. Na základě archeologického průzkumu v letech 1987 a 1995[zdroj?] se pravděpodobně jednalo o tvrz opevněnou vodním příkopem.

## Druhá tvrz
Druhá tvrz byla vystavena na místě zámku a poprvé je zmiňována roku 1543, kdy si ji Mikuláš z Velemyšlevse nechal zapsat do zemských desk. V držení rodu z Velemyšlevse byla tvrz do roku 1579, kdy ji odkoupil Jiřík Hochhauzer z Hochhauzu. Hochhauzerové z Hochhauzu přišli o tvrz po Bílé hoře na základě částečné konfiskace majetku. Roku 1623 ji odkoupil Humprecht Černín z Chudenic, ovšem vzápětí byla předána chomutovské jezuitské koleji. Za třicetileté války tvrz zpustla.

## První zámek
Za vlastnictví jezuitů byl na místě tvrze postaven barokní zámek. V majetku jezuitů bylo panství do roku 1773, kdy došlo ke zrušení řádu a zámek přešel do vlastnictví královské komory. Roku 1798 uvažoval o koupi zámku cisterciácký klášter v Oseku, ale obchod se neuskutečnil.[zdroj?] Roku 1807 nebo 1813 odkoupil zámek lounský měšťan Václav Beníško. Jeho syn Jan Beníško roku 1822 zámek odprodal chomutovskému purkmistru Jakubovi Dobrauerovi z Treuenwaldu. Dalším majitelem se roku 1868 stal František Horský z Horskyfeldu, který jej odkoupil od Eduarda Dobrauera z Treuenwaldu. Roku 1885 zámek odkoupili Kryštof a Karel Zulegerovi.

## Druhý zámek
Starý zámek byl po roce 1885 přestavěn rodem Zulegerů v novobarokním slohu. Jednalo se o dvoukřídlou jednopatrovou budovu s věží v průčelí a balkonem. Zulegerové vlastnili zámek do roku 1935, kdy jej koupil Josef Nejedlý. V roce 1939 se novým vlastníkem stala berlínská společnost Deutsche Ansiedlungsgesellschaft. Roku 1945 přešel zámek do rukou státu, od roku 1950 patřil pod státní statek a sloužil jako ubytovna. Chátrající zámek byl zbořen roku 1989.